# Articulaciones cigapofisarias
Una articulación cigapofisaria o articulación interapofisaria  o articulación facetaria es una articulación entre la carilla articular de las apófisis articulares inferiores de una vértebra supreyacente, es decir, que se encuentra por encima y la carilla articular de la apófisis articular superior de la vértebra que se encuentra directamente debajo de ella, es decir, subyacente.
El tipo de articulación de la mencionada cambia de acuerdo al nivel vertebral donde nos encontremos. A nivel de la region cervical y torácico la articulación es de tipo sinoval plana; sin embargo, a nivel de la region lumbar encontramos una articulación de tipo trocoide (Cilíndrica).
La función de cada par de articulaciones es guiar y limitar el movimiento, estas funciones se pueden ver afectadas por degeneración, desgaste o vejez. luxación, fractura y osteoartitis.